# Бучанська виправна колонія
«Бучанська виправна колонія (№ 85)» Державна установа Міністерство юстиції України (БВК-85)
Знаходиться в смт Гостомель на Баланівці.
08290 смт Гостомель Київської області, вул. Мирна, 3
На початок 2011 у цьому спеціалізованому закладі знаходиться близько 900 засуджених, середній вік яких 25-30 років. Більшість засуджені за злочини у сфері незаконного обігу наркотичних засобів, психотропних речовин, їх аналогів, прекурсорів або фальсифікованих лікарських засобів.

## Історія
Бучанську дитячу трудову виховну колонію НКВС в Київській області для безпритульних дітей було засновано 12 грудня 1943 року.
З липня 1956 року — Бучанська дитяча виправна колонія, в якій утримувалися неповнолітні діти, що скоїли правопорушення.
В лютому 1960 її було реорганізовано у виправно-трудову колонію суворого режиму для утримання чоловіків ЮА 45/85.
Після відокремлення кримінально-виконавчої системи від Міністерства внутрішніх справ та створення Державного департаменту України з питань виконання покарань, на підставі наказу Державного департаменту України з питань виконання покарань № 165 від 29 листопада 1999 року перейменовано у Бучанську виправна колонія управління Державного департаменту України з питань виконання покарань в м. Києві та Київській області № 85.
За час існування колонії її очолювали:
1943—1944 рр. — Дмитрієв
1944—1945 рр. — Юденіч
1945—1946 рр. — Качалов
1946—1949 рр.-Уткін
1949—1951 рр. — Паладій Микола Михайлович
1951—1952 рр. — Щербіна Федір Іванович
1952—1954 рр. — Бахров Костянтин Степанович
1954—1958 рр. — Юраш Олексій Леонідович
1958—1959 рр. — Критенко Анатолій Данилович
1960—1964 рр. — Бахров Костянтин Степанович
1964—1976 рр. — Черкашин Олександр Олексійович
1976—1978 рр. — Кондаков Люсій Степанович
1978—1979 рр. — Нестеров Валентин Семенович
1979—1987 рр. — Степура Анатолій Михайлович
1988—1992 рр. — Харенко Микола Антонович
1992—1994 рр. — Капацин Василь Іванович
1994—2009 рр. — полковник внутрішньої служби Карандюк Григорій Миколайович